# Osservatorio Wise
L'osservatorio Wise è un osservatorio astronomico ottico di proprietà e gestito dall'università di Tel Aviv, in Israele. Situato a 5 km ad ovest della città di Mitzpe Ramon nel deserto del Negev vicino al cratere Ramon, è il maggiore osservatorio astronomico professionale in Israele. Il complesso è stato fondato nel 1971, frutto di una collaborazione tra l'università di Tel Aviv e l'istituto Smithsonian ed è stato intitolato al sociologo naturalizzato americano George Schneiweis (poi Wise), primo rettore dell'università presso cui ha sede l'osservatorio.

## Climatologia del sito
Il numero di notti serene presso l'osservatorio è di circa 170 l'anno. Il periodo migliore per le osservazioni, sostanzialmente senza nubi, è tra giugno e agosto, mentre le più alte probabilità di avere cielo nuvoloso sono da gennaio ad aprile. I venti sono in genere moderati, prevalentemente da nord e nord-est. Venti di tempesta (superiori a 60 km/h) si verificano raramente. La velocità del vento tende a diminuire durante la notte ed il gradiente di temperatura è piuttosto moderato. L'umidità relativa media è piuttosto elevata con una tendenza a diminuire durante la notte da aprile ad agosto. La media annuale del seeing è di circa 2-3 secondi d'arco.

Essendo localizzato a circa 35° est nell'emisfero settentrionale, tale collocazione consente ai ricercatori di collaborare con gli osservatori maggiori a longitudini simili per effettuare studi su fenomeni dinamici quali oscillazioni stellari, progetti di osservatori globali (interferometria), monitoraggio di eventi di microlensing gravitazionale, campagne osservative congiunte con osservatori spaziali e terrestri.

## Strumenti
Lo strumento principale è costituito da un telescopio riflettore da un metro di tipo Ritchey-Chrétien ad ampio campo, con montatura equatoriale rigida fuori asse. Nel 2006 è stato dotato di una camera CCD da 1340 × 1300 pixel con definizione del singolo pixel di 20 micron. Dal 2007 al 2014, grazie alla collaborazione con l'istituto Planck, lo strumento è stato aggiornato con una fotocamera avente risoluzione quadrupla (4096 x 4096 pixel) costituita da quattro matrici per osservazioni fotometriche di aree non contigue di cielo.

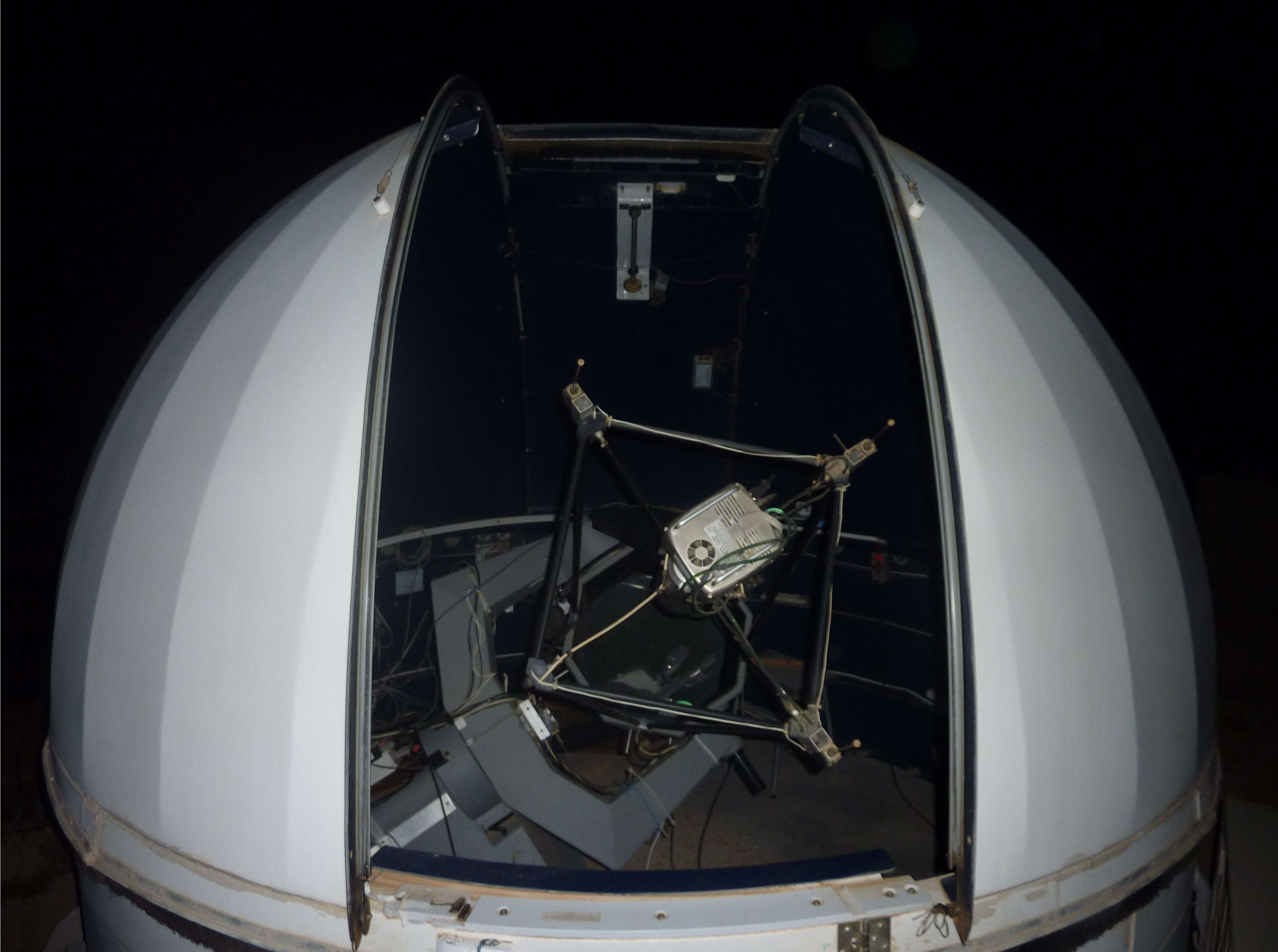
Il telescopio Centurion da 46 cm nella sua cupola

Nel 2004 è stato aggiunto un focale da 46 cm robotizzato, principalmente per osservazioni fotometriche digitali di asteroidi, ed è stato finanziato dall'agenzia spaziale israeliana come programma conoscitivo nazionale degli oggetti NEO. Si tratta di un telescopio Centurion-18 (C18) modificato al fine di renderlo automatizzato. Il telescopio è stato originariamente dotato di una camera CCD termoelettricamente raffreddata da 2184x1472 pixel per 6,8 micrometri, con ampiezza visuale di poco più di un secondo d'arco, sostituita nel 2009 da una camera leggermente superiore (2048x3072 pixel per 9 micrometri). Il telescopio, la fotocamera collegata e la cupola possono essere azionati a distanza. Nel 2013 è stato aggiunto un telescopio da 70 cm e nel 2016 un ulteriore strumento a grande campo da 50 centimetri.

## Gestione delle osservazioni
Il tempo disponibile per le osservazioni è assegnato su base semestrale dall'inizio di aprile alla fine di settembre (primo semestre) e dall'inizio di ottobre alla fine di marzo dell'anno successivo (secondo semestre), su base meritoria e di rilievo scientifico. Il tempo di osservazione, riservato in linea di principio a ricercatori qualificati provenienti da tutto il mondo, negli ultimi anni è stato assegnato prevalentemente a progetti realizzati da docenti e laureati dell'università di Tel-Aviv.

## Ricerca e risultati scientifici
L'osservatorio è accreditato dal Minor Planet Center della scoperta di diciotto asteroidi, scoperti tra il 1999 ed il 2007. Altri quindici asteroidi sono stati scoperti ed accreditati ai rispettivi scopritori. All'osservatorio è attribuito il codice MPC 097.
| Asteroidi scoperti con Wise: | Asteroidi scoperti con Wise: |
| ---------------------------- | ---------------------------- |
| 9804 Shrikulkarni            | 1 luglio 1997                |
| 128054 Eranyavneh            | 28 giugno 2003               |
| 137217 Racah                 | 8 luglio 1999                |
| 161315 de Shalit             | 19 agosto 2003               |
| 172425 Taliajacobi           | 25 luglio 2003               |